# بطولة الأمم الخمس 1993
بطولة الأمم الخمسة 1993 (بالإنجليزية: 1993 Five Nations Championship)‏ هو الموسم 99 من  بطولة الأمم الستة، وهو الموسم 99 من  بطولة الأمم الستة. كان عدد الأندية المشاركة فيه  5، وفاز فيه منتخب فرنسا الوطني لاتحاد الرغبي.